# Anna Elisabet Weirauch

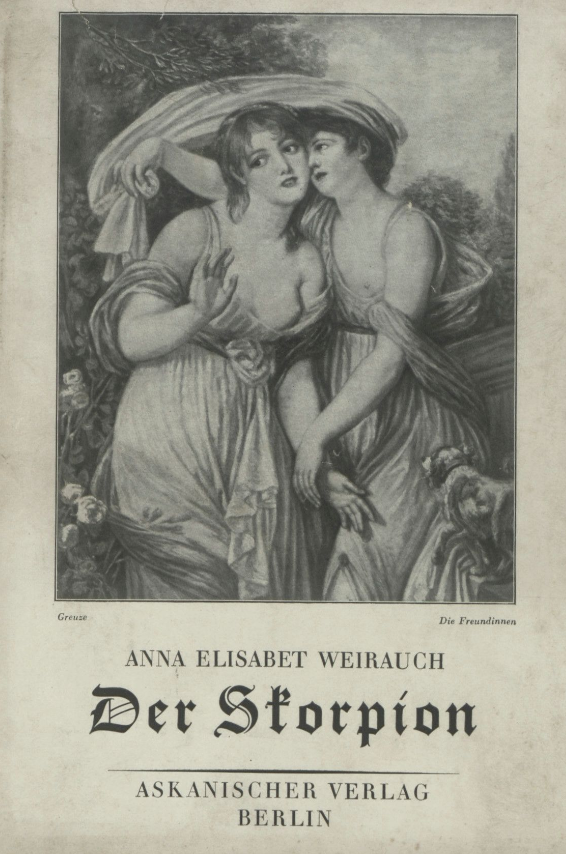
Der Skorpion, Band 3 (1931) wurde mit einem Schutzumschlag nach Jean-Baptiste Greuze angeboten

Anna Elisabet Weirauch (* 7. August 1887 in Galatz, Königreich Rumänien; † 21. Dezember 1970 in West-Berlin) war eine deutsche Schauspielerin und Schriftstellerin.

## Leben
Die Tochter des Gründers und Direktors der rumänischen Staatsbank übersiedelte nach dem Tod ihres Vaters 1891 mit ihrer Mutter und ihren drei Schwestern nach Berlin. Sie besuchte eine Höhere Töchterschule und erhielt privaten Gesangs- und Schauspielunterricht.
Sie gab ihr Debüt 1903 am Deutschen Theater, wo sie ihren ersten Auftritt in Shakespeares Ein Wintermärchen in einer Inszenierung Max Reinhardts hatte. Von 1906 bis 1914 gehörte sie zum Ensemble des Deutschen Theaters. Außer an den Reinhardt-Bühnen in Berlin spielte sie bis zum Ende des Ersten Weltkrieges in Halle und Naumburg. Mindestens einmal, nämlich 1917 in dem Zweiteiler Die Faust des Riesen wirkte sie auch in einem Stummfilm mit.
Nach Kriegsende beendete sie ihre Laufbahn am Theater und widmete sich ganz der Schriftstellerei. Bekannt wurde sie vor allem durch die Roman-Trilogie Der Skorpion (1919, 1921 und 1931), die als eines der ersten Werke der deutschsprachigen Literatur das Thema der lesbischen Liebe zum Inhalt hatte. Dieses Werk erschien in den USA zwischen 1932 und 1975 in mehreren Übersetzungen.
Weirauch, die seit Mitte der 1920er Jahre bis zu ihrem Tod mit Helena Geisenhainer, einer zehn Jahre jüngeren Niederländerin, zusammenlebte,  verfasste insgesamt über 60 Romane, die oft als Fortsetzungen in verschiedenen Zeitschriften und Zeitungen erschienen. Auch in der Zeit des Nationalsozialismus blieb sie aktiv, war Mitglied der Reichsschrifttumskammer und veröffentlichte in dieser Ära allein 21 Romane, in deren Mittelpunkt Frauenschicksale standen. Das Thema der gleichgeschlechtlichen Liebe griff sie jedoch nicht wieder auf, Der Skorpion zählte zur Liste des schädlichen und unerwünschten Schrifttums. Ihr Roman Das Rätsel Manuela wurde 1943 unter dem Titel Es lebe die Liebe verfilmt.
Weirauch zog mit ihrer Lebensgefährtin um 1933 nach Gastag in Oberbayern und lebte nach dem Zweiten Weltkrieg in München und seit 1961 wieder in West-Berlin, wo sie und Geisenhainer im Käte-Dorsch-Heim für ehemalige Schauspielerinnen wohnten. Sie wurde auf einem Friedhof in Berlin-Reinickendorf begraben.

## Werke
- Treulieb und Wunderhold (Weihnachtsmärchen in 8 Bildern) (Fontane um 1910)
- Die kleine Dagmar. Roman 1919, vorab 1918 als Fortsetzungsroman im Berliner Tageblatt
- Der Tag der Artemis. Novellen 1919
- Der Skorpion. Ein Roman. Askanischer Verlag, Berlin 1919
- Sogno. Das Buch der Träume. Ein Roman 1919
- Anja. Die Geschichte einer unglücklichen Liebe. 1919
- Gewissen. Roman 1920
- Der Garten der Liebenden. Roman 1921
- Der Skorpion. Ein Roman. Band 2. Askanischer Verlag, Berlin 1921
- Die gläserne Welt. Roman 1921
- Agonie der Leidenschaft 1922
- Ruth Meyer. Eine fast alltägliche Geschichte. Roman 1922
- Falk und Felsen. Theaterroman 1923
- Edles Blut. Roman 1923
- Nin van't Hell. Roman 1924
- Höllenfahrt. Roman 1925
- Tina und die Tänzerin. Roman 1927
- Ungleiche Brüder. Roman 1928
- Herr in den besten Jahren. Roman 1929
- Die Farrels. Roman 1929
- Lotte. Roman 1930
- Denken Sie an Oliver. Roman 1931
- Carmen an der Panke. Roman 1931
- Der Skorpion. Ein Roman. Dritter Band 1931
- Briefe an Bareiros Hand. Roman 1932
- Schlange im Paradies. Roman 1932
- Frau Kern. Roman 1934
- Geheimnis um Petra. Roman 1934
- Das seltsame Testament. Roman 1934
- Mädchen ohne Furcht. Roman 1935
- Haus in der Veenestraat. Roman 1935
- Junger Mann mit Motorrad. Roman 1935
- Mijnheer Corremans und seine Töchter. Roman 1936
- Café Edelweiss. Roman 1936
- Der große Geiger. Roman 1937
- Iduna auf Urlaub. Roman 1937
- Martina wird mündig. Roman 1937
- Rätsel Manuela. Roman 1938
- Donata und die Glückspilze. Roman 1940
- Die entscheidende Stunde. Roman 1940
- Die Geschichte mit Genia. Roman 1941
- Die drei Schwestern Hahnemann. Roman 1941
- Einmal kommt die Stunde. Roman 1942
- Wiedersehen auf Java. Roman 1949
- Schicksale in der Coco-Bar. Roman 1949
- Das Schiff in der Flasche. Kinderbuch 1951
- Karin und Kathi. Kinderbuch 1954
- Die letzten Tage vor der Hochzeit. Roman 1955
- Drei Monate, drei Wochen und drei Tage. Roman 1957
- Claudias großer Fall. Roman 1957
- Der Mann gehört mir. Roman 1958
- Und es begann so zauberhaft. Roman 1959
- Der Fall Vehsemeyer. Roman 1959
- Mit 21 beginnt das Leben. Roman 1959
- Der sonderbare Herr Sörrensen. Roman 1959
- Tanz um Till. Roman 1960
- Überfall bei Valentin. Roman 1960
- Die geheimnisvolle Erbschaft. Roman 1961
- Bella und Bellinda. Roman 1961
- Tina Zinnober und das Wasserschloss. Roman 1961
- Die Flimfanny. Roman 1962
- Ein Leben am Rande. Roman 1965
- Anstatt der angekündigten Vorstellung. Roman 1965

## Sekundärliteratur
- Michael Fisch: Unglück einer unglücklichen Liebe: Anna Elisabet Weirauchs Roman "Der Skorpion". In: Ich bin meine eigene Frauenbewegung. Frauen-Ansichten aus der Geschichte einer Großstadt. Herausgegeben vom Bezirksamt Schöneberg/Kunstamt Schöneberg. Berlin: Edition Hentrich 1991, S. 93–95. ISBN 3-926175-99-0
- Michael Fisch, Esther Matuszewski, Nicole Schumacher: Unglück einer unglücklichen Liebe. Manuskript zur Lesung aus dem "Skorpion" am 25. Juni 1991 in der Stadtbücherei Schöneberg (unveröffentlicht).
- Michael Fisch: Von der Freundschaft und der Liebe unter Frauen. Anna Elisabet Weirauchs Roman "Der Skorpion". In: Siegessäule (Berlin) Oktober 1991, S. 12–13.
- Michael Fisch: Nachwort, Werkverzeichnis, Literaturverzeichnis und Editorischer Bericht. In: Anna Elisabet Weirauch: Der Skorpion. Roman. Erster Band. Herausgegeben und mit einem Nachwort versehen von Michael Fisch. Frankfurt am Main und Berlin: Ullstein 1993, S. 214–271. ISBN 3-548-30307-2
- Michael Fisch: Warum soll man nicht die Toten lieben? Erinnerung an die vergessene Schauspielerin und Schriftstellerin Anna Elisabet Weirauch. In: Filmklappe 2 (1996) S. 16–17.
- Jutta Hinz: Aus der bösen alten Zeit. Vergessener Roman über eine lesbische Liebe. Der Skorpion von Anna Elisabet Weirauch. In: Der Tagesspiegel vom 27. Juni 1991.
- Claudia Schoppmann: Der Roman "Der Skorpion" von Anna Elisabet Weirauch. Eine Auseinandersetzung mit Frauenliebe in der Weimarer Republik. Berlin: Freie Universität 1983 (Examensarbeit).
- Claudia Schoppmann: Ein Lesbenroman aus der Weimarer Zeit: Der Skorpion. In: Eldorado. Homosexuelle Frauen und Männer in Berlin 1850–1950. Geschichte, Alltag und Kultur. Berlin: Frölich und Kaufmann 1984, S. 197–199. ISBN 3-88725-068-0
- Claudia Schoppmann: Der Skorpion. Frauenliebe in der Weimarer Republik. Hamburg: Frühlingserwachen 1992. ISBN 3-896560-38-7

## Filmografie
- 1917: Die Faust des Riesen
- 1921: Die kleine Dagmar
- 1944: Es lebe die Liebe